# Miss Universe 1952

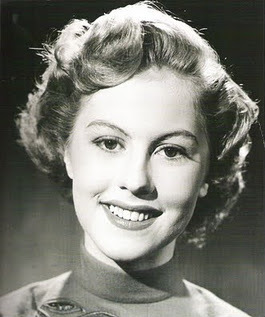
Armi Kuusela

Der Wettbewerb um die 1. Miss Universe mit 30 Teilnehmerinnen fand am 28. Juni 1952 in Long Beach, Kalifornien statt.
| Land               | Schreibweise bei Pageantopolis | Schreibweise in der Heimatsprache | Teilnahme an weiteren Wettbewerben |
| ------------------ | ------------------------------ | --------------------------------- | ---------------------------------- |
| Platzierungen      |                                |                                   |                                    |
| 1. Finnland        | Armi Helena Kuusela            | Armi Kuusela                      |                                    |
| 2. Hawaii          | Elza Edsman                    |                                   |                                    |
| 3. Griechenland    | Ntaizy Mavraki                 | Ntaizy Mavraki                    |                                    |
| 4. Hongkong        | Judy Dan                       | Judy Dan                          |                                    |
| 5. BR Deutschland  | Renate Hoy                     | Renate Hoy                        |                                    |
| Top 10             |                                |                                   |                                    |
| Mexiko             | Olga Pérez-Castillo            | Olga Pérez-Castillo               |                                    |
| Südafrika          | Catherine Higgins              | Catherine Higgins                 |                                    |
| Schweden           | Anne Marie Thistler            | Anne Marie Thistler               |                                    |
| Vereinigte Staaten | Jackie Loughery                | Jackie Loughery                   |                                    |
| Uruguay            | Gladys Fajardo                 | Gladys Fajardo                    |                                    |